# Oeuvre van Brandon Sanderson
Dit is de bibliografie van de Amerikaanse fantasy- en sciencefiction-schrijver Brandon Sanderson.

## Cosmere reeks

### Elantris
- 2005 - Elantris (vertaald als Elantris)
- 2006 - The Hope of Elantris
- 2012 - The Emperor's Soul (novelle)

### Mistborn

#### Originele trilogie
- 2006 - Mistborn: The Final Empire (vertaald als Het Laatste Rijk)
- 2007 - Mistborn: The Well of Ascension (vertaald als De Bron der Verheffing)
- 2008 - Mistborn: The Hero of Ages (vertaald als De Held van Weleer)

#### Wax en Wayneserie
- 2011 - Mistborn: The Alloy of Law (vertaald als De Wet van Staal)
- 2015 - Mistborn: Shadows of Self
- 2016 - Bands of Mourning
- 2022 - The Lost Metal

#### Mistbornnovelle
- 2016 - Mistborn: Secret History

### Warbreaker
- 2009 - Warbreaker

### The Stormlight Archive
- 2010 - The Way of Kings
- 2014 - Words of Radiance
- 2017 - Oathbringer
- 2020 - Rhythm of War
- 2024 - Wind and Truth

#### Stormlightnovelle
- 2016 - Edgedancer
- 2020 - Dawnshard

### Cosmere bundeling van korte verhalen
- 2016 - Arcanum Unbounded: The Cosmere Collection

## Andere werken

### Alcatraz
- 2007 - Alcatraz Versus the Evil Librarians
- 2008 - Alcatraz Versus the Scrivener's Bones
- 2009 - Alcatraz Versus the Knights of Crystallia
- 2010 - Alcatraz Versus the Shattered Lens
- 2016 - Alcatraz Versus the Dark Talent
- 2022 - Bastille Versus the Evil Librarians (collaboratie met Janci Patterson)

### Infinity Blade
- 2011 - Infinity Blade: Awakening (novelle)
- 2013 - Infinity Blade: Redemption (novelle)

### Legion
- 2012 - Legion (novelle)
- 2014 - Legion: Skin Deep (novelle)
- 2018 - Lies of the Beholder (novelle)
- 2018 - Legion: the Many Lives of Stephen Leeds (Verzameling van eerdere novelles)
- 2022 - Stephen Leeds: Death and Faxes (audioboek)

### Skywardserie
- 2008 - Defending Elysium
- 2018 - Skyward
- 2019 - Starsight
- 2021 - Sunreach* (novelle)
- 2021 - ReDawn* (novelle)
- 2021 - Cytonic
- 2021 - Evershore* (novelle)
- 2022 - Skyward Flight: The Collection* (Verzameling van novelles)
- 2023 - Defiant

*Collaboratie met Janci Patterson.

### The Reckoners
- 2013 - Steelheart (vertaald als Staalhart)
- 2013 - Mitosis (kort verhaal)
- 2015 - Firefight (vertaald als Vlammenwerper)
- 2016 - Calamity (vertaald als Calamity)
- 2021 - Lux (Audioboek, collaboratie met Steven Michael Bohls)

### The Rithmatistserie
- 2013 - The Rithmatist

### Losse korte werken
- 2008 - Firstborn[1]
- 2015 - Perfect State

### Collaboratieve werken

#### Het Rad des Tijds
De boeken hieronder zijn de laatste boeken uit de serie Het Rad des Tijds, oorspronkelijk geschreven door Robert Jordan die overleed voordat hij de serie af kon maken. Sanderson werd gekozen door de weduwe van Jordan om de serie af te schrijven op basis van de notities achtergelaten door haar man.
- 2009 - The Gathering Storm (vertaald als De Naderende Storm)
- 2010 - Towers of Midnight (vertaald als De Torens van Middernacht)
- 2013 - A Memory of Light (vertaald als Het Licht van Weleer)